# Babbo bastardo 2
Babbo bastardo 2 (Bad Santa 2) è un film del 2016 diretto da Mark Waters.
Il film è il seguito di Babbo bastardo di Terry Zwigoff del 2003, sempre interpretato tra gli altri da Billy Bob Thornton.

## Trama
Trovatosi senza soldi e sull'orlo del suicidio, Willie Soke viene nuovamente contattato dal suo vecchio socio, il nano Marcus, uscito nel frattempo di prigione, per convincerlo a tentare un colpo, stavolta milionario.
Il piano è farsi assumere da un ente di beneficenza per bambini a Chicago, per poi poterlo svaligiare la notte di Natale. A Chicago Willie scopre di dover tornare a vestire i panni di Babbo Natale e soprattutto che al colpo collaborerà anche sua madre Sunny, per la quale prova ancora un odio profondo.
Lì farà conoscenza anche con Diane, la direttrice dell'ente di beneficenza, dalla quale è subito attratto e con la quale in breve, complice il comune problema dell'alcolismo, comincia una relazione puramente carnale.
A complicare la situazione c'è anche il paffuto e allegro Thurman Merman, ormai maggiorenne, ma nuovamente solo al mondo, che dopo essere stato invano consegnato da Willie a una sua amica prostituta, lo raggiunge fino a Chicago. Dopo aver portato a termine il colpo, Willie non solo è tradito nuovamente da Marcus, ma anche da sua madre, la quale dopo aver ridotto in fin di vita il nano fugge col malloppo. Inseguita da Willie, gli spara, colpendo anche Thurman, accorso in suo aiuto, ma alla fine viene arrestata dalla polizia.
Rimessosi in fretta e scagionato per la sua collaborazione al caso, Willie attua una sottile vendetta mediatica verso il socio pluritraditore Marcus, immobilizzato su un letto di ospedale.

## Produzione
Le riprese della pellicola sono iniziate nel gennaio del 2016, il primo trailer ufficiale e le prime locandine sono state rese pubbliche il 9 agosto 2016.

## Distribuzione
Il film è stato distribuito nelle sale cinematografiche statunitensi il 23 novembre 2016 ed in quelle italiane il 7 dicembre dello stesso anno.